# Grease (musical)
Grease (también conocido como Vaselina o Brillantina en algunos países hispanoparlantes) es un musical con libreto, música y letras de Jim Jacobs y Warren Casey. El título es una alusión directa a la subcultura de los greasers, un movimiento juvenil de clase trabajadora que surgió en Estados Unidos durante la década de los 50. La obra explora temas típicamente adolescentes como la rebeldía, el despertar sexual o la pertenencia de grupo, todo ello aderezado con una partitura llena de reminiscencias a los primeros años del rock and roll.
Su trama central gira en torno a Danny Zuko y Sandy Dumbrowski, dos estudiantes de secundaria que tras disfrutar de un maravilloso romance de verano vuelven a encontrarse por sorpresa en el Rydell High School. Sin embargo, la actitud de Danny ha cambiado y ahora se comporta de manera arrogante e insensible. Por si fuera poco, Sandy no parece gustarle demasiado a Betty Rizzo, la chica más popular del instituto y líder de las Pink Ladies.
El musical debutó en 1971 en el desaparecido Kingston Mines Theatre de Chicago y un año después dio el salto a Nueva York, donde se representó durante ocho años consecutivos. En su momento llegó a encabezar la lista de espectáculos de mayor permanencia en cartel en la historia de Broadway, si bien en la actualidad ocupa la decimosexta posición.
Desde su estreno en Estados Unidos, Grease ha sido puesto en escena en múltiples ocasiones a lo largo de todo el mundo, incluyendo varios montajes en el West End londinense y dos reposiciones en Broadway. Además, también se ha convertido en una opción habitual para grupos de teatro no profesionales y compañías escolares.
En 1978 fue llevado a la gran pantalla bajo la dirección de Randal Kleiser, con John Travolta, Olivia Newton-John y Stockard Channing en los papeles protagonistas. La película introdujo numerosos cambios, así como las canciones «Grease», «Hopelessly Devoted to You», «Sandy» y «You're the One That I Want», que debido al éxito alcanzado suelen incorporarse en las producciones más recientes.

## Producciones

### Chicago
Grease surgió a principios de los años 70 como un proyecto de la Kingston Mines Theatre Company, un grupo de teatro de la escena independiente de Chicago fundado por June Pyskacek. Jim Jacobs y Warren Casey escribieron el libreto y las canciones a partir de las experiencias del propio Jacobs en el William Howard Taft High School durante la década de los 50, mientras que Guy Barile se encargó de la dirección y Ronna Kaye de las coreografías. El estreno tuvo lugar el 5 de febrero de 1971 en la sede que la compañía ocupaba en el número 2356 de Lincoln Avenue, en un edificio que anteriormente había albergado un garaje de tranvías.
Protagonizado por Doug Stevenson como Danny, Leslie Goto como Sandy, Susan Williams como Rizzo y Bruce Hickey como Kenickie, el montaje rápidamente se convirtió en un éxito de público, logrando colgar el cartel de «no hay entradas» en la mayoría de las representaciones, que se prolongaron durante ocho meses ininterrumpidos.
Aunque en la actualidad Grease se ha convertido en un título para toda la familia, esta primera versión era menos accesible y utilizaba un lenguaje provocador y obsceno, lleno de guiños a la idiosincrasia real de Chicago. Además, su duración era menor y muchas de las canciones que incluía no forman parte del espectáculo tal y como es conocido hoy en día.

### Broadway
1972
Los productores Kenneth Waissman y Maxine Fox vieron el potencial de la obra y no tardaron a hacerse con lo derechos para estrenarla en Nueva York, no sin antes solicitar a los autores que introdujesen algunas modificaciones. Jim Jacobs y Warren Casey reescribieron el libreto en profundidad, suavizando el tono del texto y eliminando las referencias locales a la ciudad de Chicago. Además, añadieron nuevos números musicales, entre ellos «Summer Nights» y «Those Magic Changes».
La versión revisada de Grease debutó el 14 de febrero de 1972 en el Eden Theatre del Off-Broadway neoyorquino, con Barry Bostwick como Danny, Carole Demas como Sandy, Adrienne Barbeau como Rizzo, Timothy Meyers como Kenickie y un equipo creativo formado por Tom Moore en la dirección, Patricia Birch en la coreografía, Douglas W. Schmidt en el diseño de escenografía, Carrie F. Robbins en el diseño de vestuario, Karl Eigsti en el diseño de iluminación, Bill Merrill en el diseño de sonido y Louis St. Louis en la dirección musical. Dado que los contratos cumplían con los estándares de Broadway, el espectáculo se consideró elegible para los premios Tony y en la edición de 1972 fue nominado en siete categorías.
Grease terminó su andadura en el Eden Theatre el 4 de junio de 1972 y a continuación dio el salto al circuito comercial de Broadway, donde se representó durante ocho años consecutivos en tres escenarios diferentes: el Broadhurst Theatre entre el 7 de junio y el 18 de noviembre de 1972, el Royale Theatre (actual Bernard B. Jacobs Theatre) entre el 21 de noviembre de 1972 y el 27 de enero de 1980, y el Majestic Theatre entre el 29 de enero y el 13 de abril de 1980.
El 8 de diciembre de 1979, unos meses antes del cierre definitivo, Grease marcó un hito al desbancar a El violinista en el tejado como la obra de mayor permanencia en cartel en la historia de Broadway, récord que mantuvo hasta el 29 de septiembre de 1983, cuando fue superado por A Chorus Line.
Entre los muchos intérpretes que pasaron por la compañía a lo largo de las 3 388 funciones que se llevaron a cabo podemos encontrar a nombres hoy tan conocidos como Richard Gere, Patrick Swayze o John Travolta.
1994
El primer revival neoyorquino se estrenó el 11 de mayo de 1994 en el Eugene O'Neill Theatre de Broadway, protagonizado por Ricky Paull Goldin como Danny, Susan Wood como Sandy, Rosie O'Donnell como Rizzo y Jason Opsahl como Kenickie. Jeff Calhoun fue el director y coreógrafo de esta versión que también contó con diseño de escenografía de John Arnone, diseño de vestuario de Willa Kim, diseño de iluminación de Howell Binkley, diseño de sonido de Tom Morse y dirección musical de John McDaniel. Una de las novedades más destacables de este montaje fue el añadido de la canción «Since I Don't Have You», éxito del doo-wop popularizado por The Skyliners a finales de los años 50 y que en la obra interpretaba el personaje de Sandy. Sin embargo, desavenencias con Robert Stigwood, propietario de los derechos de la adaptación cinematográfica, impidieron utilizar los temas «Grease», «Hopelessly Devoted to You», «Sandy» y «You're the One That I Want».
Tras casi cuatro años en cartel y 1 505 funciones a sus espaldas, el espectáculo bajó el telón por última vez el 25 de enero de 1998, habiendo recaudado más de 70 millones de dólares. Parte de su buena acogida se debió al empleo continuo de celebridades procedentes de distintos ámbitos como reclamo para la taquilla, práctica que después los productores Barry y Fran Weissler han repetido en otros títulos, sobre todo en el musical Chicago. Algunas de estas estrellas invitadas fueron Linda Blair, Debby Boone, Chubby Checker, Dominique Dawes, Micky Dolenz, Sheena Easton, Debbie Gibson, Jasmine Guy, Al Jarreau, Lucy Lawless, Darlene Love, Maureen McCormick, Joe Piscopo, Mackenzie Phillips, Jon Secada y Brooke Shields.
2007
El 19 de agosto de 2007 una nueva puesta en escena debutó en el Brooks Atkinson Theatre de Broadway, dirigida y coreografiada por Kathleen Marshall. Los personajes de Danny y Sandy fueron interpretados en esta ocasión por Max Crumm y Laura Osnes, quienes obtuvieron el papel tras resultar vencedores en el programa de la NBC Grease: You're the One That I Want!. El resto del equipo artístico lo completaron Derek McLane en el diseño de escenografía, Martin Pakledinaz en el diseño de vestuario, Kenneth Posner en el diseño de iluminación, Brian Ronan en el diseño de sonido y Kimberly Grigsby en la dirección musical. Dado que esta vez sí se llegó a un acuerdo con Robert Stigwood, el montaje pudo incluir las canciones de la película «Grease», «Hopelessly Devoted to You», «Sandy» y «You're the One That I Want». Otro detalle heredado de la versión cinematográfica fue rebautizar a los Burger Palace Boys como T-Birds.
Grease dijo adiós al Brooks Atkinson Theatre el 4 de enero de 2009, después de haber sido visto por casi medio millón de espectadores durante las 554 funciones que se llevaron a cabo.

### West End
1973
La buena acogida en Estados Unidos propició el salto a Londres, donde el espectáculo se representó entre el 26 de junio de 1973 y el 14 de febrero de 1974 en el New London Theatre del West End, tras unas semanas de prueba en Coventry. La producción fue una réplica de su homóloga neoyorquina y contó con un elenco liderado por Richard Gere como Danny, Stacey Gregg como Sandy, Jacquie-Ann Carr como Rizzo y Peter Armitage como Kenickie.
1979
La siguiente vez que Grease pudo verse en la capital inglesa fue en el desaparecido Astoria Theatre entre el 7 de junio y el 22 de septiembre de 1979, con Michael Howe como Danny, Jacqueline Reddin como Sandy, Hilary Labow como Rizzo y Richard Piper como Kenickie. La cantante y actriz Tracey Ullman interpretó a Frenchy en esta ocasión.
1993
El 15 de julio de 1993, una nueva puesta en escena se estrenó en el Dominion Theatre de Londres, protagonizada por Craig McLachlan como Danny, Debbie Gibson como Sandy, Sally Ann Triplett como Rizzo y Shane Richie como Kenickie. David Gilmore fue el director de este montaje que también contó con coreografía de Arlene Phillips, diseño de escenografía de Terry Parsons, diseño de vestuario de Andreane Neofitou, diseño de iluminación de Mark Henderson, diseño de sonido de Bobby Aitken y dirección musical de Mike Dixon. Al contrario que en el revival que un año después llegaría a Broadway, Robert Stigwood sí estuvo involucrado en el equipo de producción y por tanto fue posible utilizar elementos de le película como las canciones «Grease», «Hopelessly Devoted to You», «Sandy» y «You're the One That I Want», o denominar T-Birds a la pandilla de Danny.
Grease permaneció en el Dominion Theatre hasta el 19 de octubre de 1996 y a continuación fue transferido al Cambridge Theatre, donde se representó entre el 24 de octubre de 1996 y el 11 de septiembre de 1999, concluyendo así su andadura. En total, esta versión realizó más de 2 500 funciones a lo largo de los seis años que se mantuvo en cartel.
2001 y 2002
Tras el cierre en Londres, Grease siguió girando por Reino Unido e Irlanda, incluyendo dos nuevas estancias en el West End: una en el Dominion Theatre entre el 22 de octubre y el 3 de noviembre de 2001, y otra en el Victoria Palace Theatre entre el 26 de septiembre de 2002 y el 6 de septiembre de 2003.
2007
En primavera de 2007, el canal británico ITV emitió Grease Is the Word, un concurso de talentos para encontrar a los intérpretes de Danny y Sandy en una futura reposición de Grease en Londres. Después de varias semanas de eliminaciones, Danny Bayne y Susan McFadden fueron proclamados vencedores. El nuevo montaje se representó entre el 8 de agosto de 2007 y 30 de abril de 2011 en el Piccadilly Theatre del West End, logrando superar las 1 500 funciones.
2022 y 2023
Entre el 17 de mayo y el 29 de octubre de 2022, el Dominion Theatre de Londres acogió una puesta en escena dirigida por Nikolai Foster en la que Peter Andre y Jason Donovan dieron vida al personaje de Teen Angel. Posteriormente, esa misma producción regresó al Dominion Theatre entre el 2 de junio y el 28 de octubre de 2023 con la incorporación de Louise Redknapp como Teen Angel.

### España
1999
En España se estrenó por primera vez el 17 de marzo de 1999 en el Teatro Lope de Vega de Madrid, de la mano del empresario Luis Ramírez. Para promocionar el espectáculo, un año antes había visto la luz un álbum en el que participaron cantantes populares de la época y algunos miembros de la compañía. Dirigida por el propio Luis Ramírez junto a Ramón Oller, quien además se hizo cargo de las coreografías, la versión española de Grease contó con diseño de escenografía de Gerardo Trotti y Juan Castro, diseño de vestuario de Jesús Ruiz, diseño de iluminación de José Ramón de Aguirre, dirección musical de Alberto Quintero y adaptación al castellano de Nacho Artime. El reparto incluyó a nombres como Javier Arroyo (Danny), Geraldine Larrosa (Sandy), Marta Ribera (Rizzo), Pablo Puyol (Kenickie), Ignasi Vidal (Doody), Víctor Ullate Roche (Sonny), Carlos Marín (Vince Fontaine/Teen Angel), Lisardo Guarinos (Johnny Casino) o Enrique Sequero (Entrenador).
A pesar del auge que por aquel momento estaba experimentando el género musical en España, Grease no funcionó bien en taquilla y el 31 de julio de 1999 se vio obligado a echar el cierre sin haber recuperado la inversión.
2006
El 3 de octubre de 2006, un nuevo montaje levantó el telón en el Teatro Victoria de Barcelona, dirigido por Ricard Reguant y protagonizado por Carlos Solano como Danny, María Adamuz como Sandy, Elena Gadel como Rizzo y Daniel Millet como Kenickie. La sociedad Butaca Stage fue la artífice de esta puesta en escena que también contó con coreografía de Coco Comin, diseño de escenografía e iluminación de Paco Azorín, diseño de vestuario de Coco Comin y Carles Solé, diseño de sonido de Francisco Grande, dirección musical de Manu Guix y adaptación al castellano de Albert Mas-Griera y Guillermo Ramos.
Grease dijo adiós a la Ciudad Condal el 6 de enero de 2008 y a continuación se embarcó en una gira que dio comienzo el 18 de enero de 2008 en el Teatro-Auditorio de San Cugat del Vallés y finalizó el 1 de agosto de 2010 en el Teatro Olympia de Valencia, destacando una estancia en el Nuevo Teatro Alcalá de Madrid entre el 14 de octubre de 2008 y el 31 de enero de 2010. En total, esta producción fue vista por más de un millón de espectadores a lo largo de las 1 090 funciones que se llevaron a cabo.
2011
Una nueva versión protagonizada por Jordi Coll como Danny, Edurne como Sandy, Manuela Nieto como Rizzo e Iván Santos como Kenickie se representó en la Cúpula de Las Arenas de Barcelona entre el 15 de noviembre de 2011 y el 22 de enero de 2012, para después dar el salto al Teatro Coliseum de Madrid entre el 6 de marzo y el 6 de mayo de 2012. La dirección en esta ocasión recayó en Coco Comin, quien además volvió a ocuparse de las coreografías y del diseño de vestuario junto a Carles Solé. Otros profesionales involucrados fueron Domenico Prati en el diseño de escenografía, Lyonel Spycher en el diseño de iluminación, Roc Mateu en el diseño de sonido y Manu Guix en la dirección musical. La adaptación al castellano llevó la firma de Roser Batalla, Roger Peña y Guillermo Ramos.
Tras las temporadas en Barcelona y Madrid, Grease emprendió un tour nacional que dio el pistoletazo de salida el 16 de mayo de 2012 en La Llotja de Lleida y concluyó el 10 de febrero de 2014 en el Teatro Cervantes de Málaga, incluyendo una parada en el Teatro Coliseum de Barcelona entre el 18 de enero y el 24 de marzo de 2013, y otra en el Teatro Nuevo Apolo de Madrid entre 5 de diciembre de 2013 y el 26 de enero de 2014.
Una vez finalizada la gira, el musical fue readaptado en formato concierto para así poder llevarlo a un mayor número de localidades y recintos, y bajo esta nueva configuración acabó recalando en el Teatro Rialto de Madrid entre el 1 de noviembre y el 8 de diciembre de 2014.
2021
Entre el 2 de octubre de 2021 y el 29 de mayo de 2022, SOM Produce presentó un montaje en el Nuevo Teatro Alcalá de Madrid protagonizado por una compañía de jóvenes actores formados en una escuela creada especialmente para la ocasión. Quique Niza como Danny, Lucía Peman como Sandy, Isabel Pera como Rizzo y Jan Buxaderas como Kenickie encabezaron el reparto de este revival que contó con dirección de David Serrano, coreografía de Toni Espinosa, diseño de escenografía de Ricardo Sánchez Cuerda, diseño de vestuario de Ana Llena, diseño de iluminación de Juanjo Llorens, diseño de sonido de Gastón Briski, dirección musical de Joan Miquel Pérez y adaptación al castellano de David Serrano y Alejandro Serrano.
Posteriormente esta versión se instaló en el Teatro Tívoli de Barcelona entre el 3 de diciembre de 2022 y el 12 de febrero de 2023, antes de embarcarse en un tour nacional que dio comienzo el 17 de agosto de 2023 en el Palacio Euskalduna de Bilbao y terminó el 7 de abril de 2024 en el Teatro Guimerá de Santa Cruz de Tenerife. Además, como despedida definitiva, el espectáculo también pudo verse en el Teatro Apolo de Madrid entre el 25 de septiembre de 2024 y el 19 de enero de 2025, en el Teatro del Soho de Málaga entre el 24 de enero y el 16 de febrero de 2025, y en el Teatro Tívoli de Barcelona entre el 6 de marzo y el 6 de abril de 2025, sumando en total más de 700 funciones.

### Otras producciones
Grease se ha representado en países como Alemania, Argentina, Australia, Austria, Bélgica, Brasil, Canadá, Chile, China, Colombia, Corea del Sur, Dinamarca, El Salvador, Eslovaquia, España, Estados Unidos, Estonia, Filipinas, Francia, Hungría, Irlanda, Islandia, Israel, Italia, Japón, México, Noruega, Nueva Zelanda, Países Bajos, Panamá, Perú, Polonia, Portugal, Reino Unido, República Checa, Singapur, Sudáfrica, Suecia o Suiza, y ha sido traducido a multitud de idiomas.
En Estados Unidos ha salido de gira en varias ocasiones. La primera producción itinerante arrancó el 22 de diciembre de 1972 en el Shubert Theatre de Boston, con Jeff Conaway como Danny, Pamela Adams como Sandy, Judy Kaye como Rizzo, Jerry Zaks como Kenickie y John Travolta como Doody, y permaneció en la carretera dos años.
La première mundial en idioma español tuvo lugar en 1973 en el Teatro Manolo Fábregas de Ciudad de México, bajo el título Vaselina. La cantante y empresaria Julissa fue la artífice de este montaje que también protagonizó junto a su marido Benny Ibarra. Desde entonces, la obra ha contado con numerosas reposiciones en México, como la que pusieron en escena los integrantes del grupo Timbiriche en 1984.
Entre el 29 noviembre y el 1 de diciembre de 1996, con motivo de la festividad de Acción de Gracias, se dio un hecho insólito en la ciudad de Nueva York al coincidir dos producciones simultáneas de Grease: el revival que en aquel momento se estaba representando en el Eugene O'Neill Theatre de Broadway y la versión en gira que recaló en el City Center durante tres únicos días.
El Teatro Astral de Buenos Aires fue el escenario escogido para el debut del espectáculo en Argentina, donde se estrenó el 3 de febrero de 2001 con Zenón Recalde como Danny, Marisol Otero como Sandy, Florencia Peña como Rizzo, Alejandro Paker como Kenickie y Gerónimo Rauch como Doody.

## Adaptaciones

### Película
En 1978, Grease dio el salto a la gran pantalla bajo la dirección de Randal Kleiser. John Travolta, que venía de interpretar a Doody en Broadway y en el tour norteamericano, asumió el rol de Danny en esta ocasión, acompañado de Olivia Newton-John como Sandy, Stockard Channing como Rizzo y Jeff Conaway como Kenickie. La producción corrió a cargo de Robert Stigwood y Allan Carr.
Escrito por Bronte Woodard, el filme introdujo diversos cambios respecto a su predecesor teatral, eliminando algunos números musicales y añadiendo otros nuevos como «Grease», «Hopelessly Devoted to You», «Sandy» o «You're the One That I Want». También se modificó el personaje de Sandy para adecuarlo a la nacionalidad de Olivia Newton-John.
Grease fue la película más taquillera de 1978 y su banda sonora vendió millones de copias en todo el mundo. Varias de sus canciones se editaron como sencillos y durante semanas ocuparon los primeros puestos de las listas de éxitos. En 1982 vio la luz una secuela centrada en una nueva generación de estudiantes del Rydell High School, con Maxwell Caulfield y Michelle Pfeiffer en los papeles principales. Sin embargo, a pesar de la popularidad de la primera parte, Grease 2 no logró cumplir las expectativas y a día de hoy se considera un fracaso de crítica y público.

### Especial para televisión
Siguiendo la moda de emitir musicales en vivo iniciada por la NBC, el 31 de enero de 2016 la cadena FOX televisó su propia adaptación de Grease con Aaron Tveit como Danny, Julianne Hough como Sandy, Vanessa Hudgens como Rizzo y Carlos PenaVega como Kenickie. Realizado en directo desde los estudios de la Warner Bros., el programa especial incluyó elementos tanto de la versión escénica como de la película de 1978, además de nuevas composiciones de Tom Kitt y Brian Yorkey.

## Números musicales
El listado de canciones de Grease ha ido variando a lo largo de los años y de las diferentes producciones que se han ido estrenando. Los números musicales «Grease», «Hopelessly Devoted to You», «Sandy» y «You're the One That I Want», que fueron escritos para la adaptación cinematográfica y por tanto no estuvieron presentes en el montaje original, suelen aparecer en las versiones más recientes, dejando fuera temas menos conocidos como «Alone at a Drive-in Movie» o «All Choked Up». Como curiosidad, el revival neoyorquino de 1994 incluyó la canción «Since I Don't Have You», éxito del doo-wop popularizado por The Skyliners a finales de los años 50.
Producción original de Broadway
| Acto I - «Alma Mater» - «Alma Mater (Parody)» - «Summer Nights» - «Those Magic Changes» - «Freddy, My Love» - «Greased Lightnin'» - «Rydell Fight Song» - «Mooning» - «Look at Me, I'm Sandra Dee» - «We Go Together» | Acto II - «Shakin' at the High School Hop» - «It's Raining on Prom Night» - «Shakin' at the High School Hop (Reprise)» - «Born to Hand Jive» - «Beauty School Dropout» - «Alone at a Drive-in Movie» - «Rock 'N' Roll Party Queen» - «There Are Worse Things I Could Do» - «Look at Me, I'm Sandra Dee (Reprise)» - «All Choked Up» - «We Go Together (Reprise)» |

Producción del West End de 1993
| Acto I - «Sandy» - «Grease» - «Summer Nights» - «Those Magic Changes» - «Freddy, My Love» - «Look at Me, I'm Sandra Dee» - «Greased Lightnin'» - «Rydell Fight Song» - «Mooning» - «We Go Together» | Acto II - «Shakin' at the High School Hop» - «It's Raining on Prom Night» - «Born to Hand Jive» - «Hopelessly Devoted to You» - «Beauty School Dropout» - «Sandy» - «Rock 'N' Roll Party Queen» - «There Are Worse Things I Could Do» - «Look at Me, I'm Sandra Dee (Reprise)» - «You're the One That I Want» - «Finale» |

Producción de Broadway de 1994
| Acto I - «Alma Mater (We Go Together)» - «We Go Together» - «Summer Nights» - «Those Magic Changes» - «Freddy, My Love» - «Greased Lightnin'» - «Greased Lightnin' (Reprise)» - «Rydell Fight Song» - «Mooning» - «Look at Me, I'm Sandra Dee» - «Since I Don't Have You» - «We Go Together» | Acto II - «Shakin' at the High School Hop» - «It's Raining on Prom Night» - «Shakin' at the High School Hop (Reprise)» - «Born to Hand Jive» - «Beauty School Dropout» - «Alone at a Drive-in Movie» - «Rock 'N' Roll Party Queen» - «There Are Worse Things I Could Do» - «Look at Me, I'm Sandra Dee (Reprise)» - «Finale Medley» |

Producción de Broadway de 2007
| Acto I - «Prologue» - «Grease» - «Summer Nights» - «Those Magic Changes» - «Freddy, My Love» - «Greased Lightnin'» - «Rydell Fight Song» - «Mooning» - «Look at Me, I'm Sandra Dee» - «We Go Together» | Acto II - «Shakin' at the High School Hop» - «It's Raining on Prom Night» - «Born to Hand Jive» - «Hopelessly Devoted to You» - «Beauty School Dropout» - «Sandy» - «Rock 'N' Roll Party Queen» - «There Are Worse Things I Could Do» - «Look at Me, I'm Sandra Dee (Reprise)» - «You're the One That I Want» - «We Go Together (Reprise)» - «Grease Medley» |

Todas las canciones son de Jim Jacobs y Warren Casey excepto «Grease» (letra y música de Barry Gibb), «Hopelessly Devoted to You» (letra y música de John Farrar), «Sandy» (letra y música de 	Louis St. Louis y Scott Simon), «You're the One That I Want» (letra y música de John Farrar) y «Since I Don't Have You» (letra y música de Jackie Taylor, James Beaumont, Janet Vogel, Joseph Rock, Joe Verscharen, Lennie Martin y Wally Lester).

## Repartos originales

### Chicago/Broadway
| Personaje      | Chicago (1971)    | Broadway (1972)  | Broadway (1994)    | Broadway (2007)     |
| Danny          | Doug Stevenson    | Barry Bostwick   | Ricky Paull Goldin | Max Crumm           |
| Sandy          | Leslie Goto       | Carole Demas     | Susan Wood         | Laura Osnes         |
| Rizzo          | Susan Williams    | Adrienne Barbeau | Rosie O'Donnell    | Jenny Powers        |
| Kenickie       | Bruce Hickey      | Timothy Meyers   | Jason Opsahl       | Matthew Saldivar    |
| Doody          | James Canning     | James Canning    | Sam Harris         | Ryan Patrick Binder |
| Roger          | Gary Houston      | Walter Bobbie    | Hunter Foster      | Daniel Everidge     |
| Sonny          | Gerald Bolnick    | Jim Borrelli     | Carlos Lopez       | José Restrepo       |
| Frenchy        | Hedda Lubin       | Marya Small      | Jessica Stone      | Kirsten Wyatt       |
| Marty          | Marilu Henner     | Katie Hanley     | Megan Mullally     | Robyn Hurder        |
| Jan            | Sheila Ray Ceaser | Garn Stephens    | Heather Stokes     | Lindsay Mendez      |
| Miss Lynch     | Judy Brubaker     | Dorothy Leon     | Marcia Lewis       | Susan Blommaert     |
| Eugene         | Steve Munro       | Tom Harris       | Paul Castree       | Jamison Scott       |
| Patty          | Polly Pen         | Ilene Kristen    | Michelle Blakely   | Allison Fischer     |
| Cha-Cha        | Barbara Munro     | Kathi Moss       | Sandra Purpuro     | Natalie Hill        |
| Vince Fontaine | Mike O'Connor     | Don Billett      | Brian Bradley      | Jeb Brown           |
| Johnny Casino  | Bob Santelli      | Alan Paul        | —                  | —                   |
| Teen Angel     | Mac Hamilton      | Alan Paul        | Billy Porter       | Stephen R. Buntrock |

### West End
| Personaje      | West End (1973)       | West End (1979)   | West End (1993)    | West End (2001)      | West End (2002)      | West End (2007)  | West End (2022)           | West End (2023)                           |
| Danny          | Richard Gere          | Michael Howe      | Craig McLachlan    | Craig Urbani         | Greg Kohout          | Danny Bayne      | Dan Partridge             | Dan Partridge                             |
| Sandy          | Stacey Gregg          | Jacqueline Reddin | Debbie Gibson      | Haley Flaherty       | Caroline Sheen       | Susan McFadden   | Olivia Moore              | Olivia Moore                              |
| Rizzo          | Jacquie-Ann Carr      | Hilary Labow      | Sally Ann Triplett | Nina French          | Dawn Spence          | Jayde Westaby    | Jocasta Almgill           | Jocasta Almgill                           |
| Kenickie       | Peter Armitage        | Richard Piper     | Shane Richie       | Matthew Cutts        | Matthew Cutts        | Sean Mulligan    | Paul French               | Solomon Davy                              |
| Doody          | Derek James           | Timothy Whitnall  | John Combe         | Jason Packett        | Ben Forster          | Lee Martin       | Jake Reynolds             | Jake Reynolds                             |
| Roger          | Stephen Bent          | Joe Figg          | Drew Jaymson       | Peter Jamieson       | Daniel Boys          | Richard Hardwick | Noah Harrison             | Callum Henderson                          |
| Sonny          | Doug Fisher           | Andrew Paul       | Richard Calkin     | Richard Taylor Woods | Richard Taylor Woods | Bennett Andrews  | Damon Gould               | George Michaelides                        |
| Frenchy        | Felicity Harrison     | Tracey Ullman     | Jo Bingham         | Tanya Caridia        | Tanya Caridia        | Alana Phillips   | Eloise Davies             | Olivia Foster-Browne                      |
| Marty          | Hilary Labow          | Val Mitchell      | Charlotte Avery    | Emma Cannon          | Emma Cannon          | Charlie Cameron  | Lizzy-Rose Esin-Kelly     | Ellie Kingdon                             |
| Jan            | Colette Kelly         | Tanith Banbury    | Liz Ewing          | Rebecca Cameron      | Louise Dearman       | Laurie Scarth    | Mary Moore                | Katie Brace                               |
| Miss Lynch     | Ann Way               | Gretchen Franklin | Myra Sands         | Lorraine Graham      | Lorraine Graham      | Marie Daly       | Corinna Powlesland        | Rachel Stanley                            |
| Eugene         | Stephen Marsh         | Kevin Quarmby     | Aidan Treays       | Barnaby Thompson     | Gary Jordan          | Tim Newman       | Darnell Mathew-James      | Jayd’n Tyrone                             |
| Patty          | Claire Faulcon Bridge | Zelah Clarke      | Tamzin Outhwaite   | Chloe Bell           | Lucinda Gill         | Siobhan Dillon   | Jessica Croll             | Chloe Saunders                            |
| Cha-Cha        | Olwen Hughes          | Su Pollard        | Heather Robbins    | Rebecca Trelease     | Julie Bourne         | Olivia Kate Ward | Katie Lee                 | Katie Dunsden                             |
| Vince Fontaine | Roy Desmond           | Paul Felber       | Gary Martin        | Paul Burnham         | Paul Burnham         | Jason Capewell   | Peter Andre               | Peter Andree Darren Bennett               |
| Johnny Casino  | Steve Alder           | John Christie     | Glenn Carter       | —                    | —                    | —                | Ronan James Burns         | Liam McHugh                               |
| Teen Angel     | Steve Alder           | John Christie     | Andrew Kennedy     | Paul Burnham         | Lee Latchford Evans  | Jason Capewell   | Peter Andre Jason Donovan | Peter Andre Jason Donovan Louise Redknapp |

### España
| Personaje      | Madrid (1999)       | Barcelona (2006)   | Barcelona (2011)  | Madrid (2021)    |
| Danny          | Javier Arroyo       | Carlos Solano      | Jordi Coll        | Quique Niza      |
| Sandy          | Geraldine Larrosa   | María Adamuz       | Edurne            | Lucía Peman      |
| Rizzo          | Marta Ribera        | Elena Gadel        | Manuela Nieto     | Isabel Pera      |
| Kenickie       | Pablo Puyol         | Daniel Millet      | Iván Santos       | Jan Buxaderas    |
| Doody          | Ignasi Vidal        | Gustavo Rodríguez  | Dídac Flores      | Lucas Miramón    |
| Roger          | Gregor Acuña        | Ángel Muñiz        | David Moreno Gil  | Pau Gimeno       |
| Sonny          | Víctor Ullate Roche | Jordi Cussí        | Bernat Mestre     | Samuel Gómez     |
| Frenchy        | Azucena Mochón      | Griselda Astudillo | Teresa Belza      | Sònia Vallverdú  |
| Marty          | Raquel Grijalba     | Beàlia Guerra      | Esther Peñas      | Elisa Hipólito   |
| Jan            | Luz Nicolás         | Ariadna Suñé       | Desirée Moreno    | Paula Domínguez  |
| Miss Lynch     | Laura Inclán        | Marisa Gerardi     | Patrizia Barbieri | —                |
| Eugene         | Óscar Martínez Gil  | Pau Doz            | Sergio Franco     | Christian Velert |
| Patty          | Beatriz Argüello    | Laura Olivella     | Julia Ortínez     | Rocío Serrato    |
| Cha-Cha        | Sonia Dorado        | Genny Sánchez      | Adriana de Robles | Nerea Gónzalez   |
| Vince Fontaine | Carlos Marín        | Xavier Mateu       | Carles Torregosa  | Víctor Massán    |
| Johnny Casino  | Lisardo Guarinos    | —                  | —                 | —                |
| Teen Angel     | Carlos Marín        | Xavier Mateu       | Carles Torregosa  | Víctor Massán    |

Reemplazos destacados en la producción española de 2006
- Danny: Tony Bernetti
- Sandy: Edurne, Gisela
- Kenickie: Marc Parejo
- Vince Fontaine / Teen Angel: Víctor Díaz

Reemplazos destacados en la producción española de 2011
- Danny: Javier Arroyo
- Sandy: Marta Arteta
- Rizzo: Diana Roig, Eva Manjón
- Kenickie: Albert Martínez
- Vince Fontaine: Joseán Moreno
- Teen Angel: Joseán Moreno, Julio Iglesias, Jr.

Reemplazos destacados en la producción española de 2021
- Sandy: Mia Lardner, Natalia Serra
- Kenickie: Diego Rey, Marc Ribalta
- Vince Fontaine / Teen Angel: Toni Viñals, Carlos Solano, Adrián Lastra

### Adaptaciones
| Personaje         | Película (1978)       | Especial para televisión (2016) |
| Danny             | John Travolta         | Aaron Tveit                     |
| Sandy             | Olivia Newton-John    | Julianne Hough                  |
| Rizzo             | Stockard Channing     | Vanessa Hudgens                 |
| Kenickie          | Jeff Conaway          | Carlos PenaVega                 |
| Doody             | Barry Pearl           | Jordan Fisher                   |
| Putzie *          | Kelly Ward            | David del Río                   |
| Sonny             | Michael Tucci         | Andrew Call                     |
| Frenchy           | Didi Conn             | Carly Rae Jepsen                |
| Marty             | Dinah Manoff          | Keke Palmer                     |
| Jan               | Jamie Donnelly        | Kether Donohue                  |
| Principal McGee * | Eve Arden             | Ana Gasteyer                    |
| Eugene            | Eddie Deezen          | Noah Robbins                    |
| Patty             | Susan Buckner         | Elle McLemore                   |
| Cha-Cha           | Annette Charles       | Yvette Gonzalez-Nacer           |
| Vince Fontaine    | Edd Byrnes            | Mario Lopez                     |
| Johnny Casino     | Screamin' Scott Simon | Joe Jonas                       |
| Teen Angel        | Frankie Avalon        | Boyz II Men                     |

* En la adaptación cinematográfica y en el especial televisivo de la cadena Fox el personaje de Roger no aparece y en su lugar se incluye un rol similar de nombre Putzie. Algo parecido ocurre con Miss Lynch, que en su caso es reemplazada por la Directora McGee.

## Grabaciones
Existen multitud de álbumes interpretados por los elencos de las diferentes producciones que se han estrenado a lo largo de todo el mundo, además de la banda sonora de la versión cinematográfica y numerosas grabaciones de estudio.

## Premios y nominaciones

### Producción original de Broadway
| Año  | Premio              | Categoría                             | Nominado                 | Resultado |
| ---- | ------------------- | ------------------------------------- | ------------------------ | --------- |
| 1972 | Drama Desk Award    | Mejor coreografía                     | Patricia Birch           | Ganadora  |
| 1972 | Drama Desk Award    | Mejor diseño de vestuario             | Carrie Robbins           | Ganadora  |
| 1972 | Theatre World Award | Theatre World Award                   | Adrienne Barbeau         | Ganadora  |
| 1972 | Tony Award          | Mejor musical                         | Mejor musical            | Nominado  |
| 1972 | Tony Award          | Mejor libreto de un musical           | Jim Jacobs, Warren Casey | Nominados |
| 1972 | Tony Award          | Mejor actor principal en un musical   | Barry Bostwick           | Nominado  |
| 1972 | Tony Award          | Mejor actor de reparto en un musical  | Timothy Meyers           | Nominado  |
| 1972 | Tony Award          | Mejor actriz de reparto en un musical | Adrienne Barbeau         | Nominada  |
| 1972 | Tony Award          | Mejor coreografía                     | Patricia Birch           | Nominada  |
| 1972 | Tony Award          | Mejor diseño de vestuario             | Carrie Robbins           | Nominada  |

### Producción del West End de 1993
| Año  | Premio        | Categoría                   | Nominado                    | Resultado |
| ---- | ------------- | --------------------------- | --------------------------- | --------- |
| 1993 | Olivier Award | Mejor revival de un musical | Mejor revival de un musical | Nominado  |
| 1993 | Olivier Award | Mejor coreografía           | Arlene Philips              | Nominada  |

### Producción de Broadway de 1994
| Año  | Premio              | Categoría                             | Nominado                    | Resultado |
| ---- | ------------------- | ------------------------------------- | --------------------------- | --------- |
| 1994 | Drama Desk Award    | Mejor actor de reparto en un musical  | Sam Harris                  | Nominado  |
| 1994 | Drama Desk Award    | Mejor coreografía                     | Jeff Calhoun                | Nominado  |
| 1994 | Theatre World Award | Theatre World Award                   | Brooke Shields              | Ganadora  |
| 1994 | Tony Award          | Mejor revival de un musical           | Mejor revival de un musical | Nominado  |
| 1994 | Tony Award          | Mejor actriz de reparto en un musical | Marcia Lewis                | Nominada  |
| 1994 | Tony Award          | Mejor coreografía                     | Jeff Calhoun                | Nominado  |

### Producción española de 2006
| Año  | Premio                    | Categoría                          | Nominado                           | Resultado |
| ---- | ------------------------- | ---------------------------------- | ---------------------------------- | --------- |
| 2008 | Premio Max                | Mejor espectáculo musical o lírico | Mejor espectáculo musical o lírico | Nominado  |
| 2009 | Premio Max                | Mejor dirección musical            | Manu Guix                          | Nominado  |
| 2009 | Premio del Teatro Musical | Mejor dirección musical            | Manu Guix                          | Nominado  |
| 2009 | Premio del Teatro Musical | Mejor coreografía                  | Coco Comín                         | Nominada  |
| 2009 | Premio del Teatro Musical | Mejor actriz de reparto            | Beàlia Guerra                      | Nominada  |
| 2009 | Premio del Teatro Musical | Mejor actor de reparto             | Ángel Muñiz                        | Nominado  |

### Producción de Broadway de 2007
| Año  | Premio     | Categoría                   | Nominado                    | Resultado |
| ---- | ---------- | --------------------------- | --------------------------- | --------- |
| 2007 | Tony Award | Mejor revival de un musical | Mejor revival de un musical | Nominado  |

### Producción española en concierto de 2014
| Año  | Premio                    | Categoría               | Nominado      | Resultado |
| ---- | ------------------------- | ----------------------- | ------------- | --------- |
| 2015 | Premio del Teatro Musical | Mejor coreografía       | Coco Comín    | Ganadora  |
| 2015 | Premio del Teatro Musical | Mejor actriz de reparto | Eva Manjón    | Nominada  |
| 2015 | Premio del Teatro Musical | Mejor actor de reparto  | Sergio Franco | Nominado  |
| 2015 | Premio del Teatro Musical | Actor revelación        | Sergio Franco | Nominado  |

### Producción española de 2021
| Año  | Premio                    | Categoría                         | Nominado               | Resultado |
| ---- | ------------------------- | --------------------------------- | ---------------------- | --------- |
| 2022 | Premio del Teatro Musical | Mejor musical                     | Mejor musical          | Nominado  |
| 2022 | Premio del Teatro Musical | Mejor dirección musical           | Joan Miquel Pérez      | Nominado  |
| 2022 | Premio del Teatro Musical | Mejor coreografía                 | Toni Espinosa          | Ganador   |
| 2022 | Premio del Teatro Musical | Mejor escenografía                | Ricardo Sánchez Cuerda | Nominado  |
| 2022 | Premio del Teatro Musical | Mejor diseño de iluminación       | Juanjo LLorens         | Ganador   |
| 2022 | Premio del Teatro Musical | Mejor diseño de sonido            | Gastón Briski          | Nominado  |
| 2022 | Premio del Teatro Musical | Mejor maquillaje y peluquería     | Chema Noci             | Nominado  |
| 2022 | Premio del Teatro Musical | Mejor figurinista                 | Ana Llena              | Nominada  |
| 2022 | Premio del Teatro Musical | Mejor actor de reparto            | Jan Buxaderas          | Nominado  |
| 2022 | Premio del Teatro Musical | Interpretación destacada femenina | Elisa Hipólito         | Ganadora  |